# Pithecia mittermeieri
El saki de Mittermeier (Pithecia mittermeieri) es una especie disputada de mono saki, un tipo de mono del Nuevo Mundo. Es endémico del oeste y centro de Brasil.

## Taxonomía
Las poblaciones de esta especie fueron clasificadas anteriormente dentro del saki del río Tapajós (P. irrorata), pero un estudio de 2014 describió estas poblaciones como una especie distinta, P. mittermeieri, basándose en su pelaje distintivo. Sin embargo, un estudio de 2019, que también analizó la variación del color del pelaje a lo largo del rango del P. irrorata complejo de especies, delineó solo dos grupos distintivos que correspondían al P. irrorata y el saki de cara calva de Vanzolini (P. vanzolini), con el pelaje distintivo utilizado para diferenciar P. mittermeieri cayendo dentro del rango de variación de P. irrorata. Además, el estudio encontró que debido a una localidad tipo no clara, el holotipo de P. irrorata puede haber sido recolectado dentro del rango de P. mittermeieri, lo que haría que mittermeieri fuera instantáneamente sinónimo de P. irrorata. Según este estudio, la Sociedad Americana de Mamíferos (de manera provisional, a la espera de más estudios filogenéticos) sinonomizó mittermeieri con irrorata. pero la Lista Roja de la UICN y el ITIS mantienen mittermeieri como una especie distinta.